# Tourbière minérotrophe
Une tourbière minérotrophe ou fen est un type de zones humides, plus spécifiquement un type de tourbières caractérisé par l'accumulation de tourbe et qui est connecté à des eaux de ruissellement souterraines et/ou de surface.

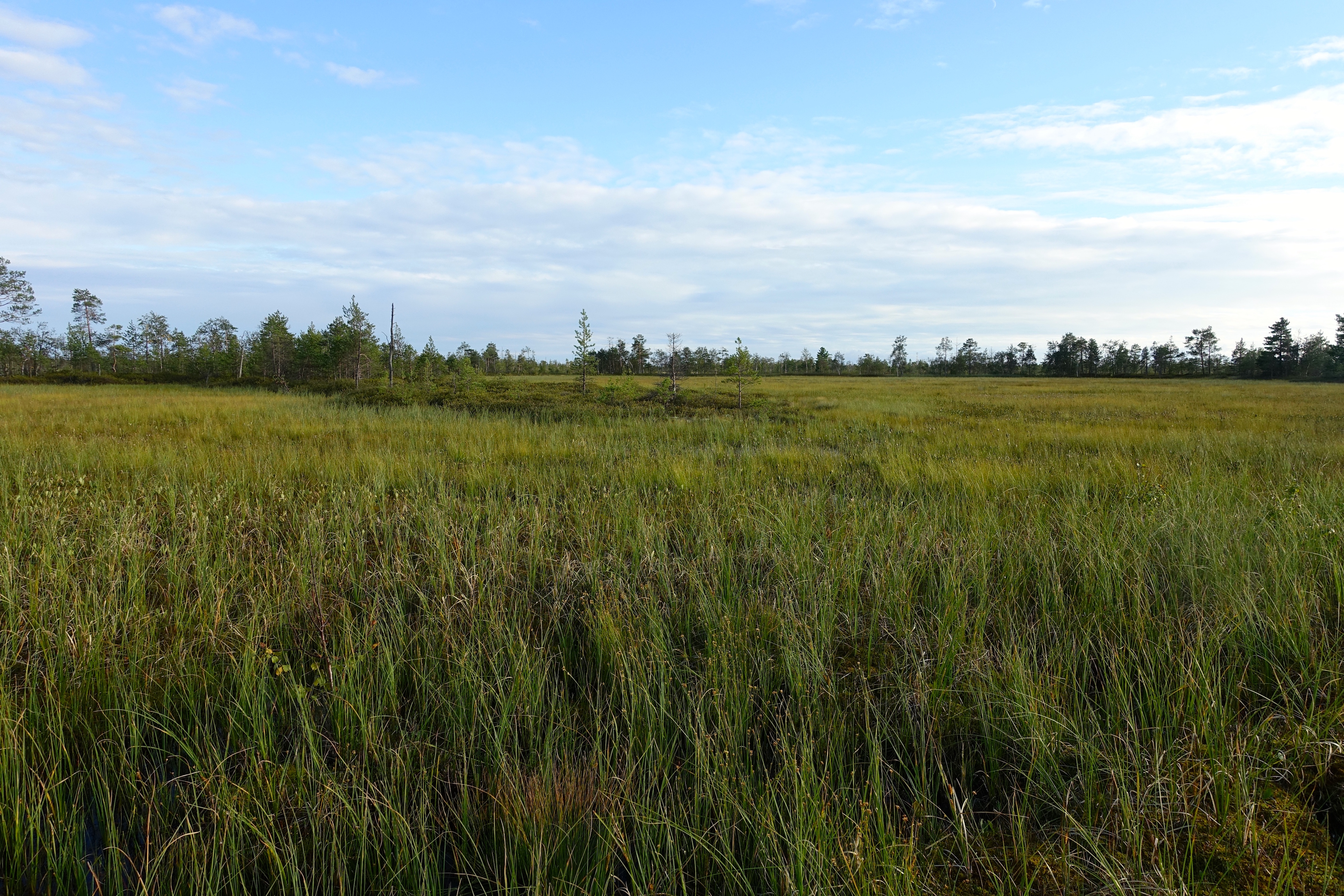
Tourbière minérotrophe dominée par les herbacées

Les tourbières correspondent à l'un des deux types de tourbières (fen = minérotrophe et bog = ombrotrophe) lorsqu'on les catégorise selon leur alimentation en eau et éléments minéraux. Les tourbières minérotrophes se différencient des tourbières ombrotrophes du fait que leur alimentation en eau ne dépend pas seulement de l'eau de pluie et qu'elles sont connectées à la nappe phréatique régionale. 

## Caractéristiques physicochimiques

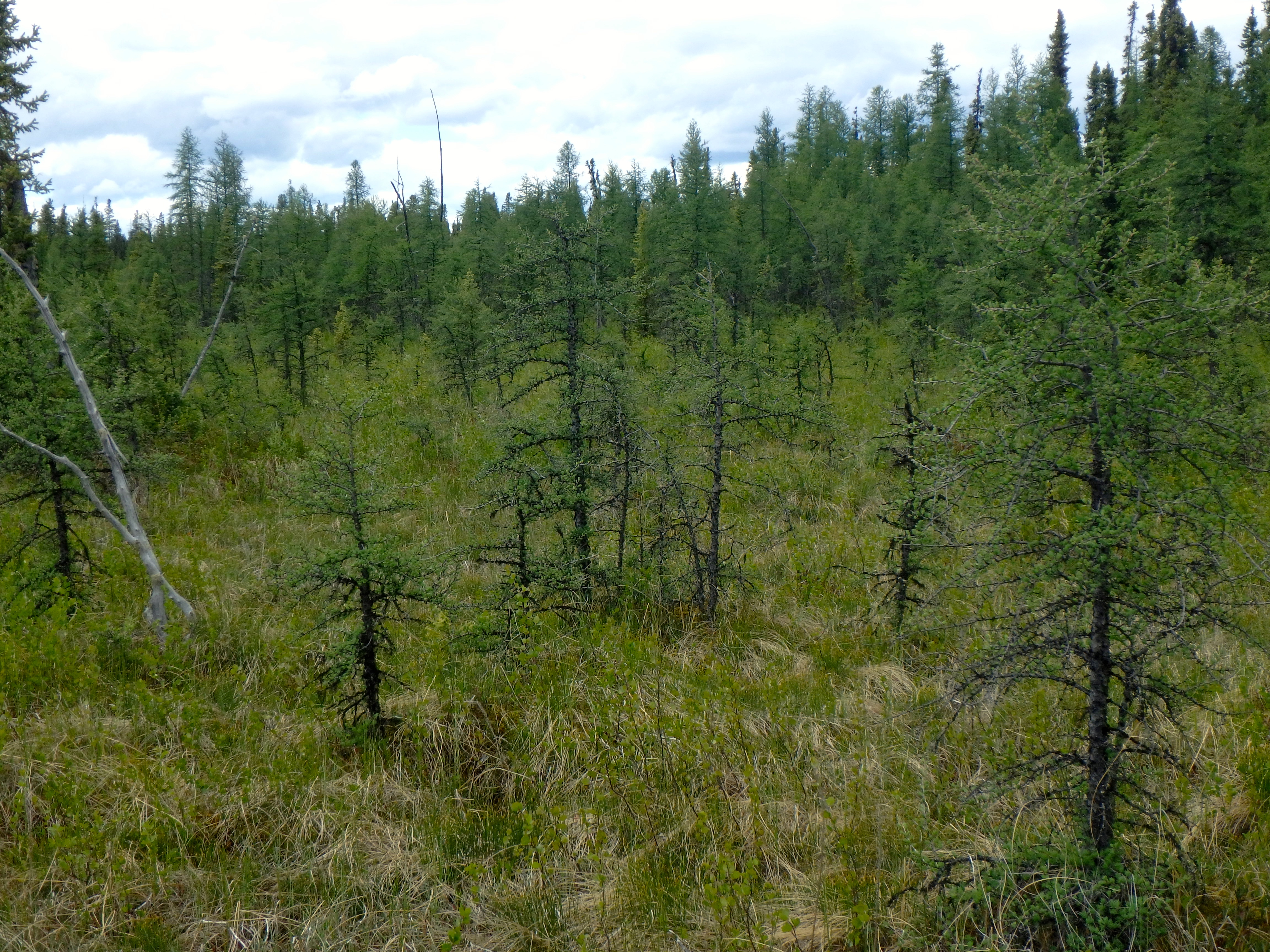
Tourbière minérotrophe boisée

Comme les tourbières minérotrophes sont alimentées en eau par le ruissellement ou par la nappe phréatique régionale, celles-ci sont plus riches en minéraux que les tourbières ombrotrophes.  Leur pH varie de 4,5 à 8,5 et leur conductivité électrique est généralement supérieure à 80 µS cm-1. Les tourbières minérotrophes se répartissent le long d'un gradient allant de pauvre à extrêmement riche.

## Végétation
Comme les tourbières minérotrophes sont plus riches en termes d'éléments minéraux, celles-ci peuvent supporter un cortège plus large d'espèces exigeantes que les tourbières ombrotrophes, notamment plusieurs espèces d'orchidées. Elles sont généralement dominées par des cypéracées (ex., Carex, Scirpus, Juncus) et des bryophytes (sphaignes et autres mousses). Certaines peuvent également présenter un couvert d'arbres et arbustes dont les espèces varient selon les régions. La distribution des espèces dépend du gradient de minérotrophie et leur habitat préférentiel par rapport à l'ombrage et l'humidité. 

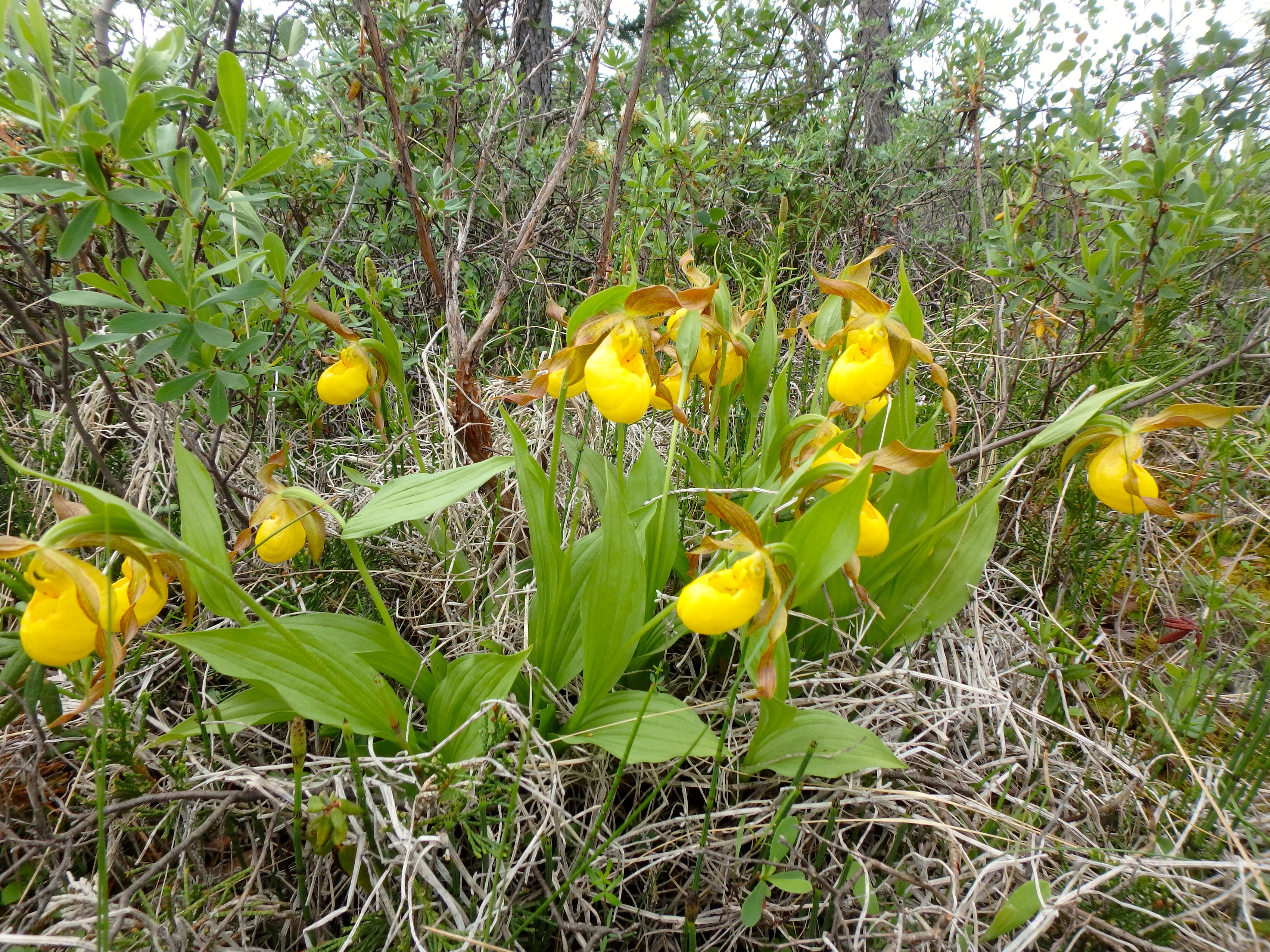
Orchidées de fen - Cypripedium parviflorum

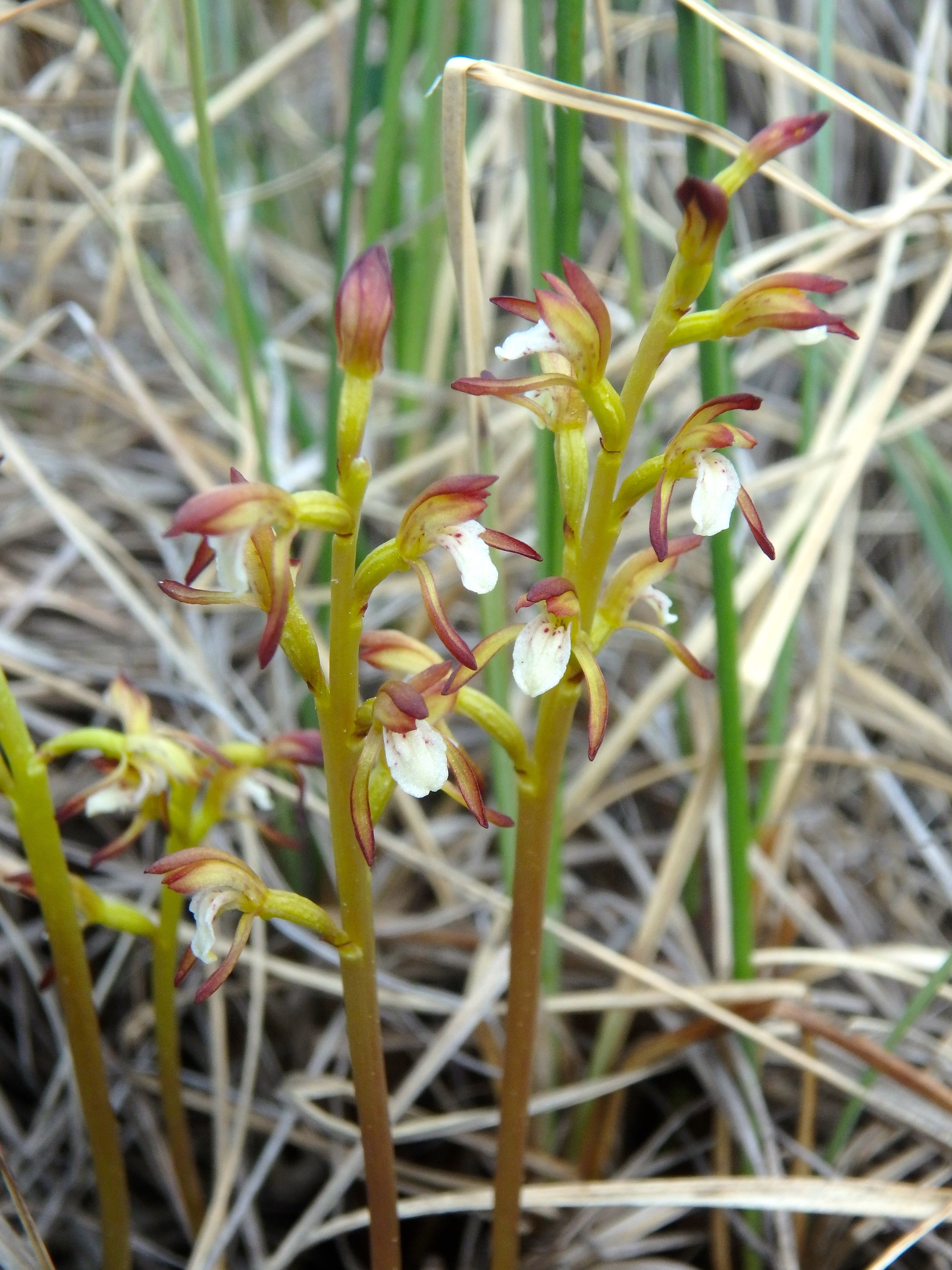
Orchidées de fen - Corallorhiza trifida